# Leone il cane fifone
Leone il cane fifone (Courage the Cowardly Dog) è una serie animata statunitense ideata e diretta da John R. Dilworth e prodotta da Stretch Films.
La serie ruota attorno alle avventure di Leone, un cane rosa antropomorfo che vive con una coppia di anziani in una fattoria nel centro di "Altrove". In ogni episodio, il trio viene catapultato in disavventure bizzarre e spesso inquietanti, paranormali e soprannaturali. La serie è nota per la sua atmosfera oscura e surreale.
Dilworth ha presentato la serie durante il contenitore What a Cartoon!, con un episodio pilota intitolato Il pollo spaziale andato in onda il 18 febbraio 1996. Il segmento è stato candidato per un Premio Oscar, perdendo tuttavia contro Una tosatura perfetta di Wallace e Gromit.
La serie è stata trasmessa per la prima volta negli Stati Uniti su Cartoon Network, dal 12 novembre 1999 al 22 novembre 2002, per un totale di 52 episodi ripartiti su quattro stagioni. In Italia la serie è stata trasmessa su Cartoon Network dal 3 aprile 2000 al 27 ottobre 2004.

## Trama
La serie narra le peripezie di Leone, un cane rosa timoroso e timido rimasto orfano e adottato dalla gentile Marilù e dal burbero Giustino, una coppia di anziani agricoltori che vivono in una fattoria isolata, nelle vicinanze della pericolosa e fittizia città di Altrove (Nowhere nella versione originale, letteralmente «la città di nessun luogo/nessuna parte»), in Kansas. Nella misteriosa cittadina Marilù, Giustino e il povero Leone sono frequentemente vittime di avvenimenti paranormali in cui hanno a che fare con creature folli e crudeli, come mostri, alieni, demoni, zombi e scienziati pazzi; tali esseri mettono quasi sempre in pericolo la vita di Marilù, per via del suo candore e della sua bontà d'animo. Leone si prodiga in ogni episodio per salvare la padrona mentre Giustino, ignaro di ciò che accade in casa, gli addossa sempre la colpa attraverso la ricorrente battuta «Stupido cane!».

## Episodi
| Stagione         | Episodi | Prima TV USA | Prima TV Italia |
| ---------------- | ------- | ------------ | --------------- |
| Episodio pilota  | 1       | 1996         | 1999            |
| Prima stagione   | 13      | 1999-2000    | 2000            |
| Seconda stagione | 13      | 2000-2001    | 2000-2001       |
| Terza stagione   | 13      | 2002         | 2002-2003       |
| Quarta stagione  | 13      | 2002         | 2004            |
| Speciali         | 1       | 2014         | inedito         |

## Personaggi

### Personaggi principali

I tre protagonisti nell'episodio La palla della vendetta

- Leone (in originale: Courage), voce originale di Marty Grabstein, italiana di Oreste Baldini.
 È un cane rosa molto buono e premuroso. È timoroso e si spaventa facilmente, ma sa dimostrarsi incredibilmente coraggioso quando la sua padrona Marilù finisce puntualmente nei guai. Leone nota molti pericoli in anticipo, ma nonostante ciò raramente viene ascoltato.
- Marilù Bagge (in originale: Muriel Bagge), voce originale di Thea White, italiana di Paila Pavese.
Un'anziana signora dall'animo ingenuo e gentile, e per questo commette l'errore di vedere, anche nel più orrido individuo, qualcosa di buono. Vuole molto bene a Leone; quando era ancora una giovane donna lo trovò, ancora un cucciolo, in un vicolo della spazzatura e decise di adottarlo. È un'ottima cuoca. Indossa un grembiule giallo abbinato al suo vestito dello stesso colore e ha per Leone un affetto materno, infatti quando Giustino lo maltratta lei puntualmente lo punisce colpendolo in testa con un matterello. Ha una notevole predisposizione nell'attirare l'attenzione di tutte le creature pericolose di Altrove e dintorni.
- Giustino Bagge (in originale: Eustace Bagge), voce originale di Lionel Wilson (ep. 1-33), Arthur Anderson (ep. 34-52), Wallace Shawn (speciale), italiana di Mino Caprio (st. 1-3) e Luigi Ferraro (st. 4).
Il marito di Marilù, sgarbato, egoista e insensibile. Ripete spesso la frase "Stupido cane!" riferendosi a Leone, a volte anche senza motivo, e si diverte a spaventarlo e a maltrattarlo. Nonostante i modi scortesi, Leone si presta ad aiutarlo quando è in difficoltà, anche se non con la stessa abnegazione riservata per la sua cara padrona. Spesso Giustino tratta Marilù più come una serva che come una moglie.

### Personaggi secondari
- Computer, voce originale di Simon Prebble, italiana di Enrico Di Troia.
Il computer che si trova nella soffitta della casa di Leone, è un archivio parlante di utili informazioni sugli avvenimenti paranormali che affliggono Altrove. Quando Leone non riesce ad affrontare il nemico di turno si rivolge a lui in quanto fornisce spesso preziosi consigli, ma nel farlo questo si rivela sgradevole per il tono sarcastico, saccente e presuntuoso con cui dà le soluzioni ai problemi più disparati.
- Dott. Vindaloo, voce originale di Paul Schoeffler, italiana di Vittorio Amandola.
Il medico che, a causa della sua incompetenza, di solito si rivela totalmente inutile. Non è molto intelligente e confonde spesso sintomi e malattie. È di origine indiana e lo si può notare dall'accento, dalla musica orientale che accompagna la sua entrata in scena e dal suo nome che indica una pietanza tipica dell'India.
- Ma Bagge, voce originale di Billie Lou Watt, italiana di Lorenza Biella.
La madre di Giustino che mostra disprezzo per tutti ed in particolare per il figlio, definendolo sempre uno "Stupido ragazzo". Porta sempre una parrucca rossa per nascondere la sua calvizie.
- Gatti (in originale: Katz), voce originale di Paul Schoeffler, italiana di Lorenzo Macrì (st. 1-3), Mirko Mazzanti (st. 4).
Uno dei principali nemici di Leone, è un perfido gatto rosso con strisce viola sulla schiena e piuttosto alto. Non sembra avere un obiettivo particolare, se non quello di assecondare le sue momentanee, inquietanti passioni. Ha l'abitudine di essere seguito da un sottofondo rap, quando parla o semplicemente appare.
- Le Quack, voce originale di Paul Schoeffler, italiana di Nanni Baldini (st. 1-2), Teo Bellia (st. 4).
Astuto e temibile papero dall'accento francese. Si finge esperto nelle più disparate professioni; tuttavia, ogni volta viene svelata la sua identità di criminale, finisce con il battersi contro Leone. Nonostante perda sempre è ormai noto per le sue abilità di evasione.
- Shirley, voce originale di Mary Testa, italiana di Claudia Razzi.
Una femmina di chihuahua verde e medium di Altrove. Ha occhi molto sporgenti, un mantello viola ed è avida di denaro ma senza cattive intenzioni. È capace di contattare i defunti e metterli in contatto coi vivi.
- Di Lung, voce originale di Tim Chi Ly, italiana di Mirko Mazzanti.
Ragazzo dalle origini cinesi, caratterizzato da una seccante risata a bocca larga. Non si fa problemi a usare le sue doti scientifiche per complicare la vita alla gente. Lo si vede quasi sempre girare in auto e ripete spesso la frase "Guarda dove vai, razza di cretino!".

## Produzione

### Ideazione e sviluppo

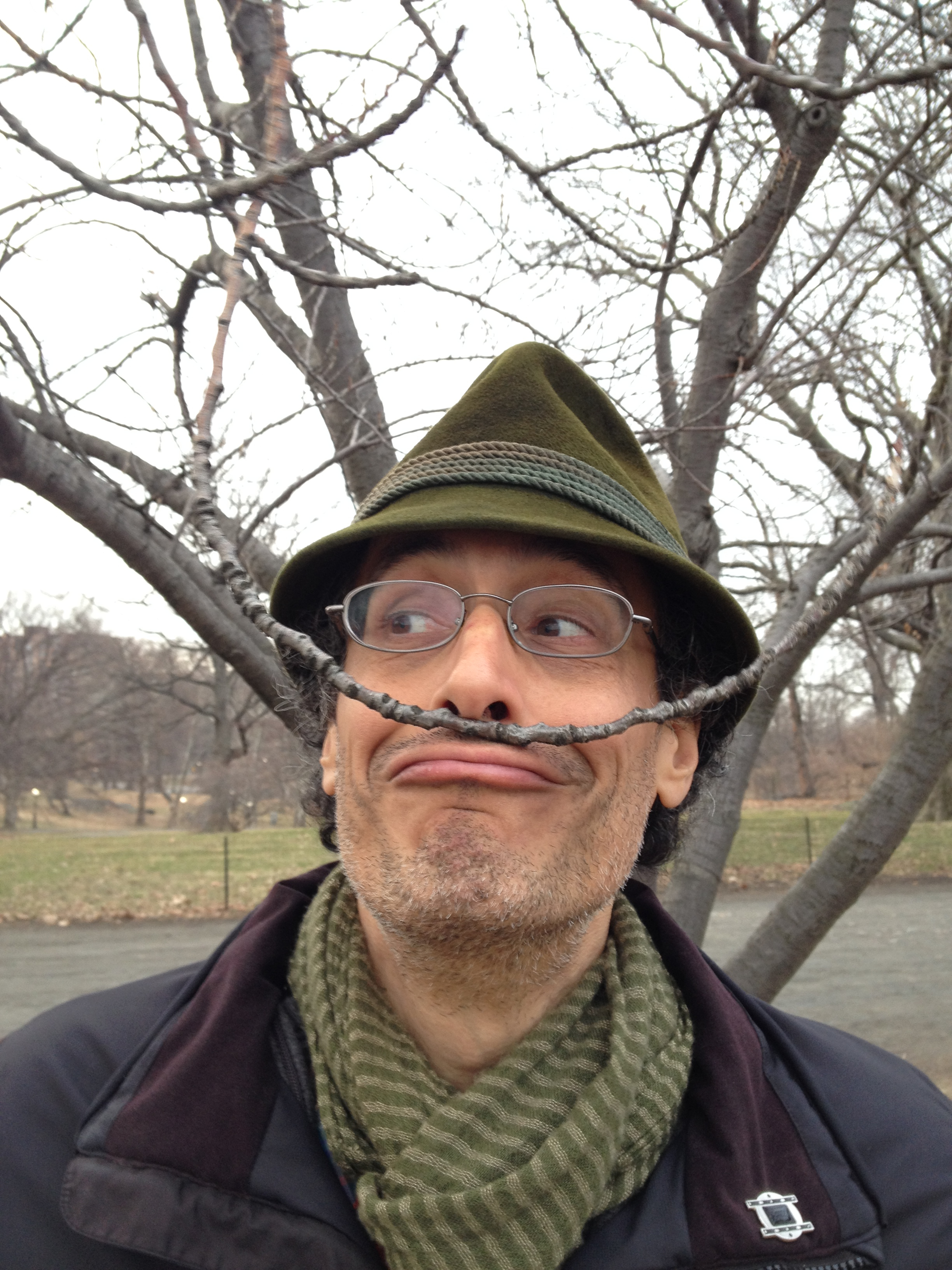
John R. Dilworth, creatore di Leone il cane fifone

Originariamente, Leone il cane fifone è stato sviluppato come un cortometraggio animato dalla durata di sette minuti intitolato The Chicken from Outer Space. John R. Dilworth ha creato il corto animato con Hanna-Barbera, sponsorizzato da Cartoon Network, introducendo il personaggio di Leone assieme ai suoi padroni Marilù e Giustino. The Chicken from Outer Space è stato mostrato durante un episodio di World Première Toons di Cartoon Network all'interno del programma What a Cartoon! nel 1996 ed è servito successivamente da episodio pilota per la futura serie. Il corto originale non presentava dialoghi tranne che per una battuta pronunciata da Leone (dove viene doppiato da Howard Hoffman), il quale aveva una voce più autorevole rispetto alla serie. Durante la 68 edizione dei Premi Oscar, The Chicken from Outer Space è stato candidato come miglior cortometraggio d'animazione. Nel 1999, Cartoon Network ha dato a Dilworth l'opportunità di trasformare il corto in una serie animata. Nonostante la Hanna-Barbera fosse responsabile del programma What a Cartoon!, il creatore ha insistito nel far produrre la serie alla sua casa di produzione Stretch Films.

### Sound design
Al momento della decisione degli effetti sonori, Dilworth ha cercato di evitare l'inserimento di suoni prefabbricati. Ha contribuito quindi con una notevole quantità di nuovo materiale assieme al sound designer Michael Geisler, cercando solo suoni che "lo facessero ridere". La composizione musicale della serie è basata su ciò che veniva rappresentato nella scena: suspense, commedia o azione. La troupe di produzione ha lavorato insieme per creare nuova musica per la serie che non fosse stata utilizzata in precedenza. Il team di produzione, in base alla preferenza di Dilworth, è stato in grado di isolare alcune sezioni musicali ed espanderle in un tema utilizzabile. Il creatore ha ulteriormente complicato il lavoro della troupe suggerendo di sovrapporre il tema con una varietà di suoni divertenti, uno strano tempo e una voce fuori campo di una risata folle o di una persona che canta per dare alla musica e agli effetti sonori la propria unicità. La musica originale contenuta in Leone il cane fifone è stata composta da Jody Gra e Andy Ezrin. Saltuariamente, durante il corso degli episodi, è possibile ascoltare musica classica che rende omaggio all'animazione originale della Warner Bros. e alle colonne sonore di Carl Stalling. In diversi episodi, Gray ha arrangiato famosi brani classici come la Cavalcata delle Valchirie di Richard Wagner, componendo circa 15 canzoni.

## Altri media

### Episodio pilota
Il pollo spaziale è un cortometraggio andato in onda il 18 febbraio 1996 nella serie televisiva What a Cartoon! su Cartoon Network.

### Episodio speciale
Nel 2013 è stato sviluppato, in CGI, uno speciale televisivo della serie, dalla durata di 7 minuti, intitolato The Fog of Courage (traducibile in italiano come "La nebbia di Leone"). Negli Stati Uniti è stato presentato esclusivamente in convention private, per poi essere trasmesso pubblicamente su Cartoon Network il 31 ottobre 2014 in occasione della festa di Halloween.

#### Trama
Leone sta scavando davanti alla sua casa, in cerca di un attrezzo in grado di aiutare Marilù (che sta cercando di recuperare una fotografia di loro due, riposta però in una mensola troppo alta). Dopo una lunga ricerca, il cagnolino trova un medaglione d'oro, e decide di portarlo a casa. Quando lo mostra a Giustino, quest'ultimo se ne impadronisce, intento a venderlo in città. Egli quindi sale in auto, ma non si accorge della folta nebbia fantasma che si sta abbattendo sulla fattoria. Leone riesce a salvarlo in tempo e lo riporta in casa. Nel frattempo scopre, tramite una ricerca al computer, che il medaglione apparteneva a una donna di nome Carianna: dopo la sua morte esso fu custodito dal marito per sentirla ancora accanto a sé. Leone capisce quindi che la nebbia fantasma è il consorte della defunta Carianna che rivuole indietro il medaglione, ma Giustino non ne vuole sapere. La nebbia intanto è ormai riuscita a entrare in ogni stanza della casa: Leone, Marilù e Giustino sono costretti a salire sul tetto e, quando stanno per essere assaliti, il cane riesce a rubare il medaglione al contadino, restituendolo al fantasma, che se ne va. L'episodio termina con Leone e Marilù tranquillamente seduti nel portico della casa, intenti a fissare Giustino, che, scavando, trova di nuovo il medaglione (ciò comporta infatti il ritorno del fantasma).

### Lungometraggi
Il 22 giugno 2021 Warner Bros. Animation ha annunciato un film crossover per la TV senza il coinvolgimento di John R. Dilworth dal titolo Viaggio ad Altrove: Scooby-Doo! incontra Leone il cane fifone. In tale film Leone, Marilù e Giustino incontrano Scooby-Doo e la sua gang, i quali si ritrovano ad Altrove per risolvere un misterioso caso riguardo ad uno strano oggetto piombato per coincidenza nella lugubre città che sta attirando uno sciame di cicale giganti. Il film è stato distribuito in DVD e in digitale il 14 settembre 2021 in America. In Italia il film viene mandato in onda su Boomerang per la prima volta nel dicembre dello stesso anno con il titolo Viaggio ad Altrove: Scooby-Doo! incontra Leone il cane fifone.

### Potenziale futuro e prequel cancellato
Nel 2012, BuzzFeed riferì della possibilità nel riportare la serie in un formato CGI, basandosi sull'episodio speciale "The Fog of Courage".
Nell'ottobre 2018, Dilworth ha commentato su un post su Facebook che era in trattative con Boomerang per un prequel della serie dal titolo provvisorio Before Courage. Tuttavia, nel gennaio 2022, Dilworth ha rivelato che il progetto era stato abbandonato poiché la direzione di Cartoon Network diede priorità ad altri progetti. Il 1° febbraio 2024, Dilworth ha caricato l’episodio pilota del prequel, intitolato "Goblins of Litter", sul suo canale YouTube StretchFilms.

## Distribuzione

### Trasmissione internazionale
- 12 novembre 1999 negli Stati Uniti d'America su Cartoon Network;
- 1999 in Danimarca su Cartoon Network;
- 11 gennaio 2000 nel Regno Unito su Cartoon Network;
- 15 gennaio 2000 nei Paesi Bassi e nelle Fiandre su Cartoon Network;
- 10 marzo 2000 in America Latina su Cartoon Network;[18]
- 3 aprile 2000 in Italia su Cartoon Network;[5]
- 15 maggio 2000 in Francia su Cartoon Network;
- 8 maggio 2010 in Turchia su Cartoon Network;

### Edizioni home video
Le versioni VHS statunitensi di Scooby-Doo e il fantasma della strega e Scooby-Doo e gli invasori alieni includono entrambi un episodio di Leone il cane fifone tra i filmati extra.
La prima stagione in DVD di Leone il cane fifone è stata pubblicata in Australia (per la regione 4) il 12 settembre 2007 da Madman Entertainment. La seconda stagione è stata pubblicata sempre in Australia il 13 gennaio 2010.
Una distribuzione per la regione 1 è stata effettuata da Warner Home Video (tramite Warner Archive) il 20 luglio 2010. La seconda stagione è stata distribuita il 14 ottobre 2014. La terza stagione è stata pensata originariamente per essere distribuita in DVD dal 2 febbraio 2016, tuttavia la data è stata posticipata al 22 marzo 2016.  La quarta stagione è stata distribuita il 27 settembre 2016. Leone il cane fifone è una delle poche serie animate di Cartoon Network ad essere disponibili nella sua interezza su DVD negli Stati Uniti.
In Italia, VideoDelta Srl ha acquisito i diritti per una distribuzione sul territorio italiano nel 2013. Il primo, il terzo e il quarto volume (che contengono gli episodi 1-4, 8-13, della prima stagione) sono stati pubblicati in DVD a dicembre 2013.